# Кінотеатр імені Островського (Шепетівка)
Кінотеатр імені Островського — центральний і найбільший кінотеатр у місті Шепетівці Хмельницької області, міський заклад культури і дозвілля.
Заклад носить ім'я російського радянського письменника Миколи Островського, чиє ім'я пов'язане з містом.
Кінотеатр розташований у самому середмісті Шепетівки — на головній вулиці міста — вулиці Героїв Небесної Сотні неподалік від перехрестя з вулицею 200-річчя Тараса Шевченка біля міського центрального парку у спеціально збудованій за СРСР будівлі за адресою:
вул. Героїв Небесної Сотні, буд. 50, м. Шепетівка—30400 (Хмельницька область, Україна.
У теперішній час шепетівський кінотеатр імені Островського має 2 зали — червону та блакитну, розраховані на однакову кількість глядачів — по 409 осіб, однак одна із зал — у постійній строковій оренді і використовується як торговельні площі.
У кінотеатрі, що є широкоформатним, демонструвалися нові і старі фільми. У цілому заклад вже на кінець 2000-х років потребував інвестування до приведення його у відповідність до стандартів, що висуваються до сучасних кінотеатрів, технічного оновлення, поліпшення комфорту тощо. Тим не менше, кінотеатр імені Островського — значний осередок культури і дозвілля Шепетівки, — так, заходи, що в ньому проводилися, включалися до офіційних святкувань у місті, наприклад, з приводу Дня міста.
Станом на 2020 - 2025 р.р. кінотеатр постійно перепродується то на одних, то на інших аукціонах. Сама ж будівля у цей час не функціонує та знаходиться у занедбаному стані.

## Виноски
1. 1 2  Культурно-образотворча діяльність (її об'єкти у Хмельницькій області) [Архівовано 16 березня 2018 у Wayback Machine.] на Вебсторінка Хмельницького державного центру науково-технічної і економічної інформації [Архівовано 12 жовтня 2010 у Wayback Machine.]
2. ↑  Програма святкування 412-ї річниці міста Шепетівки[недоступне посилання з липня 2019] на Офіційний сайт Шепетівської міської ради [Архівовано 23 жовтня 2011 у Wayback Machine.]